# Boloria palustris
Boloria palustris är en fjärilsart som beskrevs av Hans Fruhstorfer 1909. Boloria palustris ingår i släktet Boloria och familjen praktfjärilar. Inga underarter finns listade i Catalogue of Life.